# John Cooper Works
John Cooper Works (JCW) va ser una empresa fabricant de kits de preparació de motors i xassís. Va ser creada l'any 2000 per Michael Cooper, net de Charles i fill de John, fundadors de John Cooper Works. JCW va ser adquirida per BMW l'any 2008.
JCW es va encarregar d'oferir recanvis esportius als propietaris de Mini i de confeccionar la preparació del model més esportiu de la marca, el Mini Cooper S John Cooper Works, amb poc més de 200cv en la seva primera edició.